# 瑪麗亞·費爾南達·卡斯特羅·瑪雅
瑪麗亞·費爾南達·卡斯特羅·瑪雅（María Fernanda Castro Maya，1993年出生於墨西哥）是墨西哥自我倡导殘疾人權力社會運動參與者。

## 生涯
由於她患有智力障碍，她加入了墨西哥智力殘疾人組織聯盟（Confederacion Mexicana de Organizaciones en Favor de la Persona con Discapacidad Intelectual），该组织旨在為殘疾人士爭取權利，受人权观察支持。例如，組織要求所有墨西哥政党在支持各項措施時考虑到智力障碍和学习困难的人群。
西班牙語： Us, intelectually disabled people, are not everlasting children, because we can decide, have an opinion and get involved in common topics and be responsible as well. We want to be consulted about the laws that are made: that will let us participate in the decisions of our country.
她主張在与政治决策有关的文件方面实现语言无障碍，並推動殘疾人士參與政党和选举活动。此外，她曾是墨西哥代表团的一员，向联合国提交关于残疾人权利的报告，並自2020年起擔任Empower Us的区域代表，该组织是全球組織Inclusion International的一員。卡斯特罗还组织了关于智力或心理社交障碍者政治参与的在线咨询，并在Inclusion International世界大會上主持座談會。
她在2022年残疾人议会上提议修訂墨西哥城民法典，废除残疾成年人仍需法定监护人的要求。该提案已提交给墨西哥城議會，但尚未得到回應。
2022年，英國廣播公司把她列入巾帼百名，以表彰她在墨西哥維護殘疾人權利和爭取他們的政治參與所作的努力。